# Liga Mexicana de Básquetbol CIBACOPA
La  Liga Mexicana de Básquetbol CIBACOPA, anteriormente conocida como Circuito de Baloncesto de la Costa del Pacífico (CIBACOPA), es una liga de baloncesto profesional con 10 equipos, principalmente del Noroeste, Occidente y Centrosur de México.
A partir de la temporada 2023 el nombre de la liga cambió oficialmente a CIBACOPA México, denominada por motivos de patrocinio Chevron CIBACOPA.
La temporada regular se juega desde los primeros días de marzo y termina hasta la segunda semana de mayo, dejando los playoff para el mes de junio y en ocasiones hasta la primera o segunda semana de julio. El equipo más ganador del circuito son los Rayos de  Hermosillo con 4 Campeonatos.
En 2025 cambian su nombre a Liga Mexicana de Básquetbol Chevron CIBACOPA.

## Historia
El CIBACOPA tuvo una primera época en la década de los 80´s y fue en el 2001 que renació con las escuadras Caballeros de Culiacán (Primer campeón de la nueva era), Coras de Tepic, Delfines de Mazatlán, Frayles de Guasave, Halcones de Guamúchil, Lobos Marinos de La Paz, Paisas de Los Cabos, Pioneros de Los Mochis y Trigueros de Ciudad Obregón.
Para la temporada 2002, los Trigueros de Ciudad Obregón se convirtieron en los segundos campeones del circuito, esto al vencer en la serie final a los Caballeros de Culiacán.
En el 2003 Navolato fue el mejor equipo del rol regular, pero finalmente Ciudad Obregón se convirtió en bicampeón, en esa ocasión derrotaron en la serie por el campeonato a los Soles de Hermosillo.
Trigueros de Ciudad Obregón vivieron su tercera final consecutiva, pero en ese 2004 los Frayles de Guasave derrotaron a los de Cajeme cuatro juegos por dos.
Al año siguiente la Fuerza Guinda de Nogales obtuvo el título al derrotar en la final a Trigueros cuatro juegos por dos.
La racha de finales de Ciudad Obregón se acabó en el 2006 ya que la serie por el campeonato la disputaron los Frayles de Guasave y los Mineros de Cananea, los primeros fueron campeones al ganar en siete encuentros.
Pero en el 2007 Trigueros de Ciudad Obregón volvieron a ver una final ahora en contra de los recién ingresados a la liga Vaqueros de Agua Prieta, la cual ganaron los Trigueros en 6 juegos en donde el último partido terminó con marcador de 89-90.
En el 2008 los Lobos UAD Mazatlán se coronaron venciendo a los Frayles de Guasave por 4 juegos a 3.
En el 2009 los Mineros de Cananea se coronaron venciendo a los Caballeros de Culiacán por 4 juegos a dos.

### Formación y espectáculo
El torneo del CIBACOPA es el más rápido y competitivo, ya que en el tiempo que tiene de existencia ha desarrollado jugadores de las diferentes localidades en donde hay equipos, beneficiando con eso a la región noroeste del país.
La estructura de los equipos está formada por dos extranjeros, un seleccionado nacional o un mexicano-estadounidense, dos categorías “B” de 25 años o menores, cinco locales mayores de 25 años y los demás menores de 25 y uno o dos juveniles de 21 años o menor.
Para la Temporada 2010, el CIBACOPA tiene previsto una división Zona Norte con: Cananea, Mexicali, Hermosillo, Tijuana, Nogales y Guaymas. Además de una Zona Sur con: Guasave, Los Mochis, Mazatlán, Culiacán, Ciudad Obregón y Tepic.
En cada uno de los encuentros del circuito, el reglamento obliga a los equipos a alinear todo el segundo período a un elemento menor de 20 años, por lo que en cada plantel deberán enrolarse uno o dos jugadores llamados juveniles.
Otra de las modalidades en CIBACOPA es que está prohibida la defensa de zona, por lo que los jugadores en la duela están obligados a hacer marca personal, lo cual brinda un mayor espectáculo al público.

## Equipos

### Actuales
| Circuito de Baloncesto de la Costa del Pacífico 2024 |           |                                 |                          |                                      |           |
| Equipo                                               | Fundación | Entrenador                      | Ciudad                   | Pabellón                             | Capacidad |
| Ángeles de la Ciudad de México                       | 2023      | Gustavo Quintero Pereda         | Ciudad de México         | Gimnasio Olímpico Juan de la Barrera | 4,352     |
| Astros de Jalisco                                    | 2019      | Jorge Elorduy Astigarraga       | Guadalajara, Jalisco     | Arena Astros                         | 4,500     |
| Caballeros de Culiacán                               | 2001      | Juan Manuel Nardini             | Culiacán, Sinaloa        | Polideportivo Juan S Millán          | 1,810     |
| Frayles de Guasave                                   | 2001      | Lucas Martín Zurita             | Guasave, Sinaloa         | Gimnasio "Luis Estrada Medina"       | 1,500     |
| Halcones de Ciudad Obregón                           | 2016      | Guillermo Narvarte              | Ciudad Obregón, Sonora   | Arena ITSON                          | 3,800     |
| Ostioneros de Guaymas                                | 2008      | Ben Sanders                     | Guaymas, Sonora          | Gimnasio Municipal de Guaymas        | 1,200     |
| Pioneros de Los Mochis                               | 2001      | Derrick Samuel Alston           | Los Mochis, Sinaloa      | CUM                                  | 3,000     |
| Rayos de Hermosillo                                  | 2009      | Walter McCarthy                 | Hermosillo, Sonora       | Arena Sonora                         | 3,500     |
| Venados de Mazatlán                                  | 2015      | Derrick Dewayne Allen           | Mazatlán, Sinaloa        | Lobo Dome                            | 2,500     |
| Zonkeys de Tijuana                                   | 2010      | Enrique Alejandro Zúñiga Castro | Tijuana, Baja California | Auditorio Zonkeys                    | 3,000     |

## Desaparecidos
A lo largo de su historia la liga ha tenido otros clubes, que por diversas circunstancias han dejado el circuito. A continuación los clubes que han desaparecido del CIBACOPA:
| Equipo                             | Participaciones        |
| ---------------------------------- | ---------------------- |
| Águilas Doradas de Durango         | 2017-18                |
| Bomberos de Mexicali               | 2010-11                |
| Bucaneros de Guaymas               | 2007-08                |
| Calor de Mexicali                  | 2007                   |
| Cañeros Dorados de Navolato        | 2002-06                |
| Colorados de San Luis Río Colorado | 2007                   |
| Coras de Tepic                     | 2001-02, 2009-10, 2012 |
| Delfines de Mazatlán               | 2001-03                |
| Fuerza Guinda de Nogales           | 2003-16                |
| Gallos de Aguascalientes           | 2020                   |
| Garra Cañera de Navolato           | 2012-18                |
| Gigantes de Jalisco                | 2019-20                |
| Halcones de Guamúchil              | 2001                   |
| Industriales de Mexicali           | 2004-07                |
| Lagartos UAN de Tepic              | 2011                   |
| Lobos Marinos de La Paz            | 2001, 2003-04          |
| Lobos UAD de Mazatlán              | 2007-15                |
| Mantarrayas de La Paz              | 2019-2020              |
| Marineros de Guaymas               | 2005-06                |
| Mineros de Caborca                 | 2014-15                |
| Mineros de Cananea                 | 2006-13                |
| Mochomos de Guamúchil              | 2002                   |
| Paisas de Los Cabos                | 2001-03                |
| Paskolas de Navojoa                | 2004-08                |
| Pistones de Culiacán               | 2005                   |
| Soles de Hermosillo                | 2003-04                |
| Tiburones de Mazatlán              | 2004-07                |
| Trigueros de Ciudad Obregón        | 2001-13                |
| Vaqueros de Agua Prieta            | 2007-09, 2016          |

### Equipos desaparecidos por Entidad Federativa
A continuación se muestra el número de equipos desaparecidos por Entidad Federativa.
Sonora: 10 equipos
Sinaloa: 9 equipos
Baja California: 3 equipos
Baja California Sur: 2 equipos
Nayarit: 2 equipos
Durango: 1 equipo
Jalisco: 1 equipo
Aguascalientes: 1 equipo

## Campeones
A continuación se muestra la tabla de campeones a partir de la segunda etapa del circuito.

### Circuito de Baloncesto de la Costa del Pacífico (CIBACOPA)
Campeones con la denominación de CIBACOPA. Desde el inicio de la segunda etapa hasta la temporada 2022.
| Temporada | Equipo Campeón                                        | Serie                                                 | Equipo Subcampeón                                     |
| 2001      | Caballeros de Culiacán                                | 4-0                                                   | Delfines de Mazatlán                                  |
| 2002      | Trigueros de Ciudad Obregón                           | 4-3                                                   | Caballeros de Culiacán                                |
| 2003      | Trigueros de Ciudad Obregón                           | 4-1                                                   | Soles de Hermosillo                                   |
| 2004      | Frayles de Guasave                                    | 4-2                                                   | Trigueros de Ciudad Obregón                           |
| 2005      | Fuerza Guinda de Nogales                              | 4-2                                                   | Trigueros de Ciudad Obregón                           |
| 2006      | Frayles de Guasave                                    | 4-1                                                   | Mineros de Cananea                                    |
| 2007      | Trigueros de Ciudad Obregón                           | 4-2                                                   | Vaqueros de Agua Prieta                               |
| 2008      | Lobos UAD de Mazatlán                                 | 4-3                                                   | Frayles de Guasave                                    |
| 2009      | Mineros de Cananea                                    | 4-2                                                   | Caballeros de Culiacán                                |
| 2010      | Caballeros de Culiacán                                | 4-0                                                   | Mineros de Cananea                                    |
| 2011      | Mineros de Cananea                                    | 4-0                                                   | Rayos de Hermosillo                                   |
| 2012      | Rayos de Hermosillo                                   | 4-3                                                   | Ostioneros de Guaymas                                 |
| 2013      | Rayos de Hermosillo                                   | 4-3                                                   | Garra Cañera de Navolato                              |
| 2014      | Tijuana Zonkeys                                       | 4-3                                                   | Caballeros de Culiacán                                |
| 2015      | Tijuana Zonkeys                                       | 4-3                                                   | Fuerza Guinda de Nogales                              |
| 2016      | Náuticos de Mazatlán                                  | 4-2                                                   | Rayos de Hermosillo                                   |
| 2017      | Halcones de Ciudad Obregón                            | 4-2                                                   | Rayos de Hermosillo                                   |
| 2018      | Tijuana Zonkeys                                       | 4-2                                                   | Halcones de Ciudad Obregón                            |
| 2019      | Rayos de Hermosillo                                   | 4-3                                                   | Mantarrayas de La Paz                                 |
| 2020-21   | Torneos cancelados debido a la pandemia del COVID-19. | Torneos cancelados debido a la pandemia del COVID-19. | Torneos cancelados debido a la pandemia del COVID-19. |
| 2022      | Astros de Jalisco                                     | 4-2                                                   | Rayos de Hermosillo                                   |

### CIBACOPA México
Campeones con la denominación de CIBACOPA México. Desde la temporada 2023 a 2024.
| Temporada | Equipo Campeón      | Serie | Equipo Subcampeón   |
| 2023      | Astros de Jalisco   | 4-2   | Rayos de Hermosillo |
| 2024      | Rayos de Hermosillo | 4-0   | Astros de Jalisco   |

### Liga Mexicana de Básquetbol CIBACOPA
Campeones con la denominación de Liga Mexicana de Básquetbol CIBACOPA. A partir de la temporada 2025 a la actualidad. 
| Temporada | Equipo Campeón    | Serie | Equipo Subcampeón |
| 2025      | Astros de Jalisco | 4-3   | Tijuana Zonkeys   |

## Listado de Campeonatos y Subcampeonatos
| Equipo                          | Títulos | Subtítulos | Años de Campeonato     |
| ------------------------------- | ------- | ---------- | ---------------------- |
| Rayos de Hermosillo             | 4       | 5          | 2012, 2013, 2019, 2024 |
| Trigueros de Ciudad Obregón (+) | 3       | 2          | 2002, 2003, 2007       |
| Astros de Jalisco               | 3       | 1          | 2022, 2023, 2025       |
| Zonkeys de Tijuana              | 3       | 1          | 2014, 2015, 2018       |
| Caballeros de Culiacán          | 2       | 3          | 2001, 2010             |
| Mineros de Cananea (+)          | 2       | 2          | 2009, 2011             |
| Frayles de Guasave              | 2       | 1          | 2004, 2006             |
| Fuerza Guinda de Nogales (+)    | 1       | 1          | 2005                   |
| Halcones de Ciudad Obregón      | 1       | 1          | 2017                   |
| Lobos UAD de Mazatlán (+)       | 1       | 0          | 2008                   |
| Venados de Mazatlán             | 1       | 0          | 2016                   |
| Delfines de Mazatlán (+)        | 0       | 1          |                        |
| Soles de Hermosillo (+)         | 0       | 1          |                        |
| Vaqueros de Agua Prieta (+)     | 0       | 1          |                        |
| Ostioneros de Guaymas           | 0       | 1          |                        |
| Garra Cañera de Navolato (+)    | 0       | 1          |                        |
| Mantarrayas de La Paz (+)       | 0       | 1          |                        |

### Campeonatos por Entidad Federativa
A continuación se muestran los campeonatos por entidad federativa, por cantidad de títulos y cronológicamente:
Sonora: 11 Campeonatos
- Rayos de Hermosillo: 4
- Trigueros de Ciudad Obregón: 3
- Mineros de Cananea: 2
- Fuerza Guinda de Nogales: 1
- Halcones de Ciudad Obregón: 1

Sinaloa: 6 Campeonatos
- Caballeros de Culiacán: 2
- Frayles de Guasave: 2
- Lobos UAD de Mazatlán: 1
- Venados de Mazatlán: 1

Baja California: 3 Campeonatos
- Tijuana Zonkeys: 3

Jalisco: 3 Campeonatos
- Astros de Jalisco: 3

### Tendencias de la Serie Final
Series decididas en 4 juegos: 4 (2001, 2010, 2011 y 2024).
Series decididas en 5 juegos: 2 (2003 y 2006).
Series decididas en 6 juegos: 9 (2004, 2005, 2007, 2009, 2016, 2017, 2018, 2022 y 2023).
Series decididas en 7 juegos: 8 (2002, 2008, 2012, 2013, 2014, 2015, 2019 y 2025).